# ليتل توني
ليتل توني (بالإيطالية: Little Tony) (و. 1941 – 2013 م) هو مغني، وممثل، من سان مارينو، ولد في تيفولي، توفي في روما، عن عمر يناهز 72 عاماً بسبب سرطان، وسرطان الرئة.

## وصلات خارجية
- ليتل توني على موقع IMDb (الإنجليزية)
- ليتل توني على موقع ميوزك برينز (الإنجليزية)
- ليتل توني على موقع أول ميوزيك (الإنجليزية)
- ليتل توني على موقع ديسكوغز (الإنجليزية)
- ليتل توني على موقع ديسكوغز (الإنجليزية)
- ليتل توني على موقع قاعدة بيانات الفيلم (الإنجليزية)